# 市道109號
市道109號 北市界－深坑，是中華民國台灣的一條公路，全線位於新北市深坑區，北起崩山（與臺北市南港區交界處，山水綠生態公園附近），南至草地頭，共計2.707公里，為目前台灣最短的縣市道主線。全線名為深南路，起點直通南港區南深路。

## 簡介
市道109號為深坑通往南港的主要道路，本路段歷經數次拓寬後形成目前寬度，亦有紓解過往臺北東區和南區交通流量的作用。
- 行車線數量：雙向各一快車道、一機慢車道。
- 寬度：約20公尺。

## 行經行政區域
全線均位於新北市境內。
| 鄉鎮 市區 | 地點   | 里程 （km） | 交會道路  | 備註     |  |
| --------- | ------ | ----------- | --------- | -------- |  |
| 深坑區    | 崩山   | 0.000       | 南深路    | 公路起點 |  |
| 深坑區    | 草地頭 | 2.707       | 市道106號 | 公路終點 |  |
|           |        |             |           |          |  |

已解編路段
| 縣市   | 鄉鎮 市區 | 地點           | 里程 （km） | 交會道路     | 備註                 |
| ------ | --------- | -------------- | ----------- | ------------ | -------------------- |
| 臺北市 | 南港區    | 三重埔         | 0.000       | 台5線        | 原公路起點           |
| 臺北市 | 南港區    | 舊庄           | －          | （地區道路） |                      |
| 臺北市 | 南港區    | 南深路出口匝道 | －          | 國道三號     | 國道三號僅設北上出口 |
| 臺北市 | 南港區    | 山豬窟         | －          | （地區道路） |                      |
|        |           |                |             |              |                      |